# 連浩駿
連浩駿（英語：Lin Ho Chun，1990年10月21日—），生於香港，香港籃球運動員，司職小前鋒，曾效力香港甲一籃球聯賽球隊永倫。

## 籃球生涯
連浩駿生於香港，就讀中華基督教會全完中學及香港城市大學。他於2011年加盟因主力流失，而吸納年青新秀的安青，展開其甲一球員生涯。到2012年轉會南華，即於協助球隊榮膺高級組銀牌和聯賽總冠軍。

## 國際賽生涯
2017年5月，由於徐遠成因傷未能隨香港代表隊到日本長野出戰東亞籃球錦標賽，使香港籃總經商議後補選連浩駿入隊，結果香港於分組賽兩場都大敗予中華台北和澳洲國家隊，但他協助香港在名次賽以96–81擊敗澳門，取得最後1個亞洲盃及世界盃亞洲區外圍賽的參賽席位。

## 外部連結
- 連浩駿在fiba.basketball（英语）
- 連浩駿在archive.fiba.com（存檔）（英语）
- 連浩駿在Eurobasket.com（球員）（英语）
- 連浩駿在RealGM（英语）